# Nogrod
Nogrod est une cité imaginaire inventée par J. R. R. Tolkien que l'on retrouve dans son univers de la Terre du Milieu.

## Géographie
Nogrod est une cité des Nains construite dans les Montagnes Bleues, plus précisément sur la face sud du Mont Dolmed ; elle se situait dans la région d'Ossiriand. Malgré la submersion du Beleriand, le Mont Dolmed et les cités naines qui y étaient restèrent intactes mais furent progressivement abandonnées.

## Histoire
Nogrod fut fondée par les Nains de la famille des Barbes-en-feu au Premier Âge. Elle était voisine de la cité de Belegost fondée elle par les nains de la famille des Torses-larges. Les deux cités furent pendant presque tout le Premier Âge un pôle commercial important dans tout le Beleriand. Les artisans nains de Nogrod étaient particulièrement réputés, parmi lesquels Telchar qui forgea plusieurs épées dont Narsil, l'épée du roi Elendil, et Angrist, la dague qui permit à Beren de prendre un Silmaril à la couronne de Morgoth.
Elu Thingol, roi des Elfes de Doriath, reçut de Beren un des Silmarils de Morgoth et le Nauglamir de Húrin. Il demanda aux joalliers nains de Nogrod de sertir le Silmaril sur le Nauglamir, mais à la fin du travail les Nains, attirés par la beauté du Silmaril, déclarèrent cet objet appartenant aux Nains de Nogrod (le Nauglamir étant un collier créé par les nains pour Finrod Felagund et non pour Thingol) ; ils tuèrent Thingol et s'enfuirent, mais les Elfes les rattrapèrent et les tuèrent jusqu'aux derniers. Apprenant le massacre, le roi de Nogrod décida de déclarer la guerre à Doriath ; les Nains de Belegost refusèrent d'aider leurs frères dans cette guerre qu'ils savaient être très égoïste. L'armée naine pilla Menegroth et reprit le Nauglamir. Mais encore une fois, ils ne purent pas le ramener, car sur le chemin du retour ils furent attaqués par des Elfes et des Ents menés par Beren. Certains pensent que cette histoire est à l'origine de la haine entre les Nains et les Elfes.
Après la submersion du Beleriand, les cités naines furent préservées de la destruction mais perdirent leur utilité et leur importance car n'ayant plus les échanges avec les Elfes de Beleriand, l'économie de leurs royaumes s'effondra. La majorité des populations naines de Nogrod et Belegost s'en furent vers la cité de Khazad-dûm.
Au Troisième Âge nous n'avons plus aucune information sur ce qu'est devenue Nogrod mais on pense que les cités du Mont Dolmed sont toujours debout malgré leurs ruines.